# Antípoda Oscura
Antípoda Oscura, también conocida como la Infraoscuridad, es un lugar de algunos de los escenarios de campaña del juego de rol Dungeons & Dragons (en español Calabozos y Dragones o Mazmorras y Dragones). Aparece en Falcongris (por primera vez)[cita requerida], Reinos Olvidados y Eberron, en el que recibe el nombre de Khyber.
En el escenario de Reinos Olvidados se trata de un continente entero, totalmente subterráneo, situado bajo la superficie de Faerûn. Es una enorme red de cuevas y túneles que alberga incluso grandes ciudades. Existen varios accesos a la Antípoda Oscura y uno de ellos son los túneles inferiores de Mithril Hall.
Es el hogar de los drows, la raza dominante de este oscuro mundo, aunque está poblado por muchas más razas y criaturas. Los drow rara vez se aventuran en la superficie, ya que si permanecen mucho tiempo fuera, la magia drow que impregna sus armas y pertenencias comienza a desvanecerse. Normalmente salen por la noche a modo de incursión, para realizar el mayor daño posible a los seres de la superficie y así complacer a su diosa Lloth.

## Partes
La infraoscuridad se divide en tres zonas:
Supraoscuridad: es la parte menos profunda aquí se encuentra por ejemplo la ciudad de Menzoberranzan 0 a -2 km
Mesoscuridad: va desde los 2 kilómetros a los 5, aquí se encuentran la mayoría de ciudades drows, duergars hay posibilidades notables de encontrarse cámaras de gas y depredadores peligrosos.
Bajoscurodad/infraoscuridad: va más allá de los 5 kilómetros de profundidad aquí se encuentran ciudades illitas, y en general cosas peligrosas y si cabe raras también.

## Habitantes
La Antípoda Oscura es extremadamente peligrosa, especialmente para aquellos que no son nativos del lugar. Además de los peligros normalmente asociados a las cavernas (claustrofobia, falta de renovación de aire, desorientación) y de una insondable oscuridad, sólo rota por puntuales hongos fluorescentes, la mayoría de los seres inteligentes y criaturas de la Infraoscuridad son hostiles. Muchos habitantes de la Antípoda Oscura tienen el resto de sentidos aparte de la vista muy desarrollados, o han evolucionado hacia la infravisión. La comida en la Antípoda Oscura es muy difícil de encontrar. Mucha de la vegetación natural es venenosa y no puede ser consumida.
La lista de criaturas nativas incluye:
- Aboleth: Criatura anfibia con aspecto de pez de gran tamaño poseedora de poderes psiónicos. Forma parte del grupo de criaturas llamado "aberraciones".
- Contemplador o beholder: Criatura similar a una gran esfera de carne con una gran boca, un solo ojo central y muchos pequeños apéndices oculares en lo alto con mortales poderes mágicos. Es también del tipo "aberración".
- Derro: Criaturas humanoides, entre humano y enano. Su dura piel es blanca con tonos azulados. Su pelo es liso y suele tener un tono tostado o amarillo claro. Sus ojos carecen de pupila visible. En Reinos Olvidados aparecen como los Delzoun, un clan enano resultado de las modificaciones genéticas llevadas a cabo por los ilícidos.[cita requerida]
- Drow o elfo oscuro
- Duergar: También conocido como enano gris. Normalmente de inclinación maligna, se parecen a los enanos de la superficie, excepto en que su piel es de un tono grisáceo y su pelo muy claro.
- Ilícidos, azotamentes o desolladores mentales: Seres humanoides, con una cabeza que recuerda a la de un pulpo. Se valen de sus poderes psiónicos para controlar a otras razas y criaturas, de las que se sirven como esclavos o ganado. Es también del tipo "aberración".